# Feira do Guará
A Feira do Guará, também conhecida como "Feira Permanente do Guará", é uma das feiras mais conhecidas e tradicionais da região administrativa de Guará, no Distrito Federal. Foi criada em 1969 pela necessidade de atender as pessoas desempregadas que vendiam suas mercadorias em algumas barracas em frente a Benecap, órgão do governo que pertencia aos funcionários da Novacap. Hoje a feira do Guará está plenamente consolidada com 526 barracas de comércio variado, promovendo um movimento por volta de 30 000 pessoas de quinta a domingo. Entre os produtos, destacam-se as roupas e comidas, como frutas e verduras, carnes, queijos e doces.
Situada no Centro Administrativo Vivencial e Esporte (CAVE), Área Especial, ao lado da Administração Regional de Guará e ao lado da estação do Metrô com o mesmo nome (Estação Feira).